# Progress M-63
Progress M-63 (ryska: Прогресс М-63) eller som NASA kallar den, Progress 28 eller 28P, var en rysk obemannad rymdfarkost som levererade förnödenheter, syre, vatten och bränsle till rymdstationen ISS. Den sköts upp med en Sojuz-U-raket från Kosmodromen i Bajkonur den 5 februari 2008 och dockade med ISS den 7 februari. 
Farkosten lämnade rymdstationen den 7 april 2008 och brann upp i jordens atmosfär några timmar senare.

### Fotnoter
1. ↑  ”NASA Space Science Data Coordinated Archive” (på engelska). NASA. https://nssdc.gsfc.nasa.gov/nmc/spacecraft/display.action?id=2008-004A. Läst 1 mars 2020.
2. ↑  Manned Astronautics - Figures & Facts Arkiverad 17 juni 2011 hämtat från the Wayback Machine., läst 15 juli 2016.